# Campionato nordamericano maschile under 20 di calcio 2017
Il Campionato nordamericano di calcio Under-20 2017 (in inglese 2017 CONCACAF Under-20 Championship, in spagnolo Campeonato Sub-20 CONCACAF 2017) è stata la 26ª edizione del torneo organizzato dalla Confederation of North, Central America and Caribbean Association Football (CONCACAF).
Si è giocato in Costa Rica dal 17 febbraio al 5 marzo 2017 ed è stato vinto dal Stati Uniti per la prima volta. Il torneo ha anche determinato le 4 squadre della CONCACAF che parteciperanno al Campionato mondiale di calcio Under-20 2017: Stati Uniti, Honduras, Messico e Costa Rica. Inoltre il torneo servirà anche a determinare le due squadre che parteciperanno ai XXIII Giochi centramericani e caraibici.

## Squadre qualificate
| Regione                | Qualificate                                                           |
| ---------------------- | --------------------------------------------------------------------- |
| Caraibi (CFU)          | Antigua e Barbuda Bermuda Haiti Trinidad e Tobago Saint Kitts e Nevis |
| Centro America (UNCAF) | Costa Rica Honduras El Salvador Panama                                |
| Nord America (NAFU)    | Canada Messico Stati Uniti                                            |

## Fase a gironi

### Gruppo A
| Pos. | Squadra           | Pt | G | V | N | P | GF | GS | DR |
| ---- | ----------------- | -- | - | - | - | - | -- | -- | -- |
| 1.   | Messico           | 9  | 3 | 3 | 0 | 0 | 9  | 0  | +9 |
| 2.   | Honduras          | 6  | 3 | 2 | 0 | 1 | 5  | 2  | +3 |
| 3.   | Canada            | 3  | 3 | 1 | 0 | 2 | 2  | 6  | -4 |
| 4.   | Antigua e Barbuda | 0  | 3 | 0 | 0 | 3 | 1  | 9  | -8 |

| Squadra 1         | Risultato   | Squadra 2         |
| 1ª giornata       | 1ª giornata | 1ª giornata       |
| ----------------- | ----------- | ----------------- |
| Honduras          | 1 - 0       | Canada            |
| Messico           | 3 - 0       | Antigua e Barbuda |
| 2ª giornata       |             |                   |
| Antigua e Barbuda | 1 - 4       | Honduras          |
| Messico           | 5 - 0       | Canada            |
| 3ª giornata       |             |                   |
| Antigua e Barbuda | 0 - 2       | Canada            |
| Messico           | 1 - 0       | Honduras          |

### Gruppo B
| Pos. | Squadra             | Pt | G | V | N | P | GF | GS | DR  |
| ---- | ------------------- | -- | - | - | - | - | -- | -- | --- |
| 1.   | Panama              | 9  | 3 | 3 | 0 | 0 | 8  | 1  | +7  |
| 2.   | Stati Uniti         | 6  | 3 | 2 | 0 | 1 | 8  | 3  | +5  |
| 3.   | Haiti               | 3  | 3 | 1 | 0 | 2 | 7  | 8  | -1  |
| 4.   | Saint Kitts e Nevis | 0  | 3 | 0 | 0 | 3 | 2  | 13 | -11 |

| Squadra 1           | Risultato   | Squadra 2           |
| 1ª giornata         | 1ª giornata | 1ª giornata         |
| ------------------- | ----------- | ------------------- |
| Saint Kitts e Nevis | 1 - 5       | Haiti               |
| Stati Uniti         | 0 - 1       | Panama              |
| 2ª giornata         |             |                     |
| Panama              | 4 - 0       | Saint Kitts e Nevis |
| Stati Uniti         | 4 - 1       | Haiti               |
| 3ª giornata         |             |                     |
| Panama              | 3 - 1       | Haiti               |
| Stati Uniti         | 4 - 1       | Saint Kitts e Nevis |

### Gruppo C
| Pos. | Squadra           | Pt | G | V | N | P | GF | GS | DR |
| ---- | ----------------- | -- | - | - | - | - | -- | -- | -- |
| 1.   | El Salvador       | 6  | 3 | 2 | 0 | 1 | 5  | 3  | +2 |
| 2.   | Costa Rica        | 6  | 3 | 2 | 0 | 1 | 3  | 2  | +1 |
| 3.   | Trinidad e Tobago | 4  | 3 | 1 | 1 | 1 | 3  | 3  | 0  |
| 4.   | Bermuda           | 1  | 3 | 0 | 1 | 2 | 3  | 6  | -3 |

| Squadra 1   | Risultato   | Squadra 2         |
| 1ª giornata | 1ª giornata | 1ª giornata       |
| ----------- | ----------- | ----------------- |
| Bermuda     | 1 - 1       | Trinidad e Tobago |
| Costa Rica  | 0 - 1       | El Salvador       |
| 2ª giornata |             |                   |
| El Salvador | 3 - 1       | Bermuda           |
| Costa Rica  | 1 - 0       | Trinidad e Tobago |
| 3ª giornata |             |                   |
| El Salvador | 1 - 2       | Trinidad e Tobago |
| Costa Rica  | 2 - 1       | Bermuda           |

## Fase finale

### Play-off qualificazione
Le prime due squadre di ciascun gruppo di questa fase si qualificano al Campionato mondiale di calcio Under-20 2017, mentre le prime si sfidano per decretare la vincitrice del torneo.

#### Gruppo D
| Pos. | Squadra     | Pt | G | V | N | P | GF | GS | DR |
| ---- | ----------- | -- | - | - | - | - | -- | -- | -- |
| 1.   | Stati Uniti | 6  | 2 | 2 | 0 | 0 | 3  | 1  | +2 |
| 2.   | Messico     | 3  | 2 | 1 | 0 | 1 | 6  | 2  | +4 |
| 3.   | El Salvador | 0  | 2 | 0 | 0 | 2 | 2  | 8  | -6 |

| Arbitro: | Melvin Matamoros |

|                  |           |  |
| Palmer-Brown 29’ | Marcatori |  |

| Arbitro: | Henry Bejarano |

|                                                                       |           |              |
| Antuna 10’, 16’, 89’ Ayala 17’ (aut.) Aguirre 33’ Cisneros 78’ (rig.) | Marcatori | 29’ Castillo |

| Arbitro: | Jafeth Perea |

|                          |           |             |
| Sabbi 18’ Williamson 25’ | Marcatori | 35’ Márquez |

#### Gruppo E
| Pos. | Squadra    | Pt | G | V | N | P | GF | GS | DR |
| ---- | ---------- | -- | - | - | - | - | -- | -- | -- |
| 1.   | Honduras   | 6  | 2 | 2 | 0 | 0 | 4  | 1  | +3 |
| 2.   | Costa Rica | 1  | 2 | 0 | 1 | 1 | 2  | 3  | -1 |
| 3.   | Panama     | 1  | 2 | 0 | 1 | 1 | 1  | 3  | -2 |

| Arbitro: | Ismail Elfath |

|  |           |                       |
|  | Marcatori | 6’ Vuelto 81’ Álvarez |

| Arbitro: | Erick Miranda Galindo |

|                         |           |           |
| Maldonado 49’ Grant 70’ | Marcatori | 47’ Reyes |

| Arbitro: | Drew Fischer |

|                |           |         |
| Hinestroza 57’ | Marcatori | 9’ Leal |

### Finale
| Arbitro: | Henry Bejarano |

|                                       |                      |                               |
| Lennon Craft Sabbi de la Torre Acosta | Tiri di rigore 5 – 3 | Álvarez Martínez Grant Flores |

## Premi
I seguenti premi sono stati assegnati alla fine del torneo.
| Miglior giocatore        |
| ------------------------ |
| Erik Palmer-Brown        |
| Scarpa d'oro             |
| Ronaldo Cisneros (6 gol) |
| Guanto d'oro             |
| Jonathan Klinsmann       |
| Fair Play Award          |
| Messico                  |

| Best XI | Best XI            |
| ------- | ------------------ |
| P       | Jonathan Klinsmann |
| D       | Marlon Fossey      |
| D       | Edson Álvarez      |
| D       | Justen Glad        |
| D       | Andrés Andrade     |
| CC      | Uriel Antuna       |
| CC      | Jorge Álvarez      |
| CC      | Erik Palmer-Brown  |
| CC      | Brooks Lennon      |
| A       | Randall Leal       |
| A       | Ronaldo Cisneros   |

## Classifica marcatori
| Gol |  |  | Giocatore            | Squadra     |
| --- |  |  | -------------------- | ----------- |
| 6   |  |  | Ronaldo Cisneros     | Messico     |
| 4   |  |  | Ricardo Ávila        | Panama      |
| 4   |  |  | Brooks Lennon        | Stati Uniti |
| 3   |  |  | Randall Leal         | Costa Rica  |
| 3   |  |  | Jorge Daniel Álvarez | Honduras    |
| 3   |  |  | Uriel Antuna         | Messico     |
| 3   |  |  | Leandro Ávila        | Panama      |

## Qualificazioni a tornei internazionali

### Squadre qualificate al campionato mondiale di calcio Under-20
- Stati Uniti
- Honduras
- Messico
- Costa Rica

### Squadre qualificate ai giochi centramericani e caraibici
Le squadre dei Caraibi (CFU) sono classificate in base ai loro rendimenti nei gironi. Si qualificano le prime due.
| Pos. | Squadra             | Pt | G | V | N | P | GF | GS | DR  |
| ---- | ------------------- | -- | - | - | - | - | -- | -- | --- |
| 1.   | Trinidad e Tobago   | 4  | 3 | 1 | 1 | 1 | 3  | 3  | 0   |
| 2.   | Haiti               | 3  | 3 | 1 | 0 | 2 | 7  | 8  | -1  |
| 3.   | Bermuda             | 1  | 3 | 0 | 1 | 2 | 3  | 6  | -3  |
| 4.   | Antigua e Barbuda   | 0  | 3 | 0 | 0 | 3 | 1  | 9  | -8  |
| 5.   | Saint Kitts e Nevis | 0  | 3 | 0 | 0 | 3 | 2  | 13 | -11 |